# Geodiversität
Geodiversität ist das abiotische Äquivalent der Biodiversität und beschreibt die Vielfalt der geologischen, geomorphologischen, pedologischen und hydrologischen Merkmale und Prozesse.
Die Geodiversität setzt sich also aus Mineralien, Gesteinen, Sedimenten, Fossilien, Böden, Wasser, Landformen, tektonischen Elementen wie Falten, Verwerfungen etc. und deren Strukturen und Anordnungen zusammen. Sie umfasst jeden natürlichen Prozess, der weiterhin auf Material oder Form einwirkt, sie erhält oder verändert (z. B. Tektonik, Erosion, Pädogenese).
Der Begriff bezieht sich jedoch weder auf menschliche Veränderungen noch auf gesellschaftliche Werte, die bestimmten geologischen oder landschaftlichen Elementen zugeschrieben werden (Geo-Erbe).

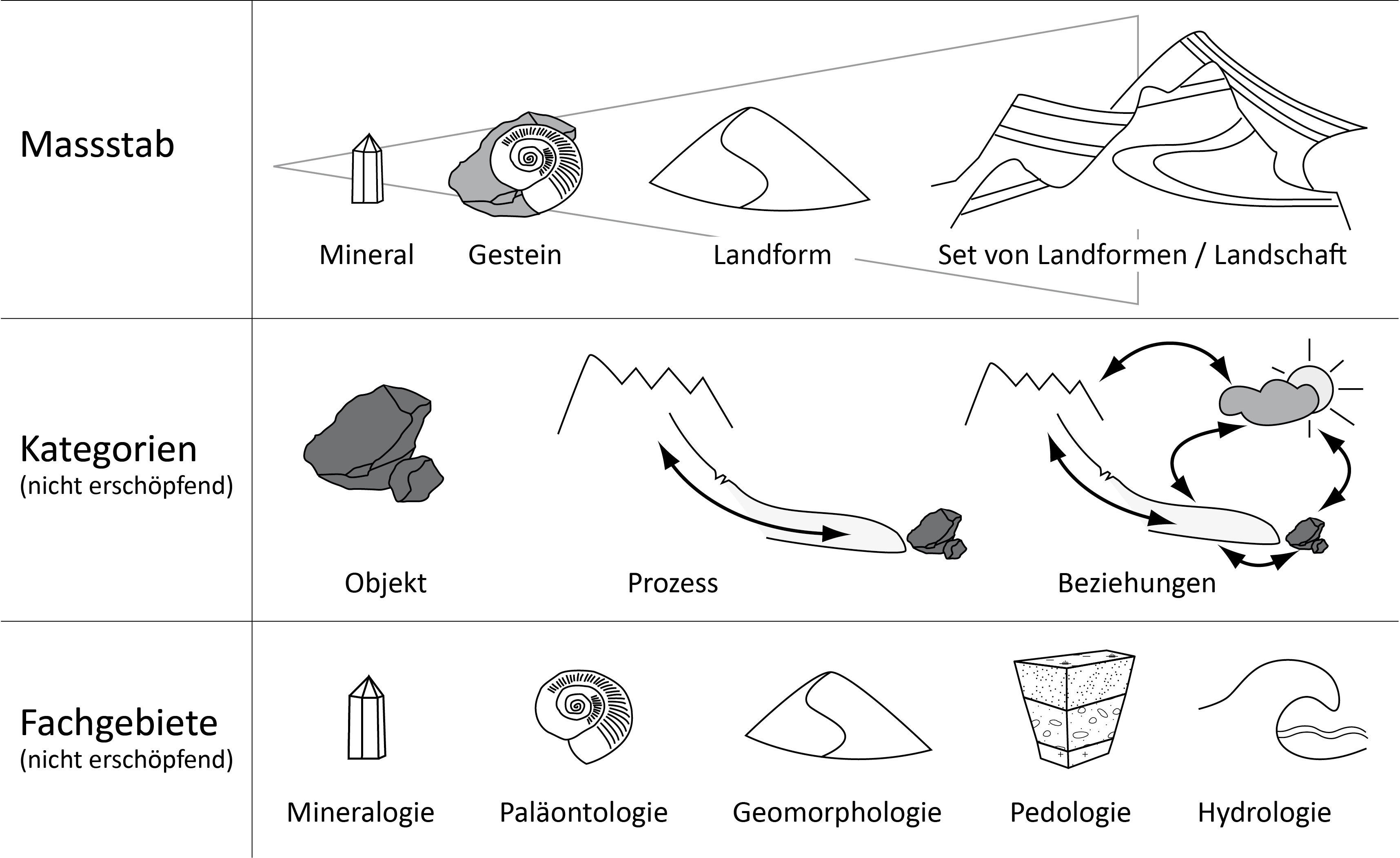
Elemente der Geodiversität. Nach Perret 2014'.

Zusammen mit der Biodiversität bildet die Geodiversität die natürliche Vielfalt des Planeten Erde.

## Leistungen der Geodiversität
Die Natur bietet dem Menschen verschiedene Vorteile, die als Ökosystemleistungen bezeichnet werden. Sowohl Biodiversität als auch Geodiversität tragen zur Produktion dieser Ökosystemleistungen bei. Im Folgenden werden einige der von der Geodiversität erbrachten Leistungen nach den vier Kategorien des Millennium Ecosystem Assessments aufgeführt:
- Regulierende Dienstleistungen: Plattentektonik, Gesteinskreisläufe, Kohlenstoffzyklus, atmosphärische Zirkulation, Wasserqualität und -quantität usw.
- Unterstützende Dienstleistungen: landwirtschaftliche Böden, Bauland, Wohnbereiche, Öl- und Gaslagerstätten, Aquifer usw.
- Bereitstellende Dienstleistungen: Trinkwasser, Salz, Mineralische Rohstoffe, Brennstoffe, Erzen, Dünger, Baumaterialien usw.
- Kulturelle Dienstleistungen: Lebensqualität (Landschaften), Erholung, Geotourismus, künstlerische Inspiration, heilige oder historische Stätten usw.

Die Komponenten der Geodiversität spielen also nicht nur für die Umwelt, sondern auch für die Gesellschaft und die Wirtschaft eine Rolle. Damit tragen sie zu den von der UN definierten Ziele für nachhaltige Entwicklung bei.
Ökosysteme entstehen und beziehen ihre Ressourcen aus der unbelebten Welt: chemische Elemente (Nährstoffe etc.), Boden, Wasser, Luft. Die unterschiedlichen Landformen und die Topographie bieten auch eine Vielzahl von Lebensräumen für die dort lebenden Arten. Eine Vielfalt der Geodiversität geht folglich mit einer Vielfalt der Biodiversität einher.

## Bewertungsmethoden der Geodiversität
Es gibt eine große Anzahl von Methoden – meistens quantitativ – zur Bewertung der Geodiversität einer Region. Sie liefern Ergebnisse, die im Naturschutz und der Landnutzungsplanung verwendet werden können. Eine klassische Methode ist die Berechnung eines Geodiversitätsindex für jedes Quadrat eines Untersuchungsgebietes. Die daraus resultierenden Geodiversitätskarten können z. B. ein Landinformationssystem ergänzen und für die Infrastrukturplanung, die Festlegung von Schutzgebieten oder die Regulierung der Nutzung natürlicher Ressourcen eingesetzt werden.
Zum Beispiel kann der Geodiversitätsindex (Gd) wie folgt berechnet werden: die Anzahl der verschiedenen Elemente (geologische, geomorphologische, hydrologische und pedologische), die in einem Quadrat  beobachtet werden (Eg), wird mit der Reliefenergie des Quadrates (R) multipliziert und durch den natürlichen Logarithmus der Fläche des Quadrates (ln S) geteilt: Gd = Eg * R / ln S.
Andere quantitative Methoden basieren ausschließlich auf der Analyse von Geodaten, ohne die Elemente zu zählen. Verschiedene Parameter der natürlichen Umwelt werden halbautomatisch bewertet (Neigung, Reliefenergie, Dichte des Flusssystems, Lithologie usw.), um eine Reihe von Faktorkarten zu generieren. Kombiniert ergeben sie eine globale Geodiversitätskarte.

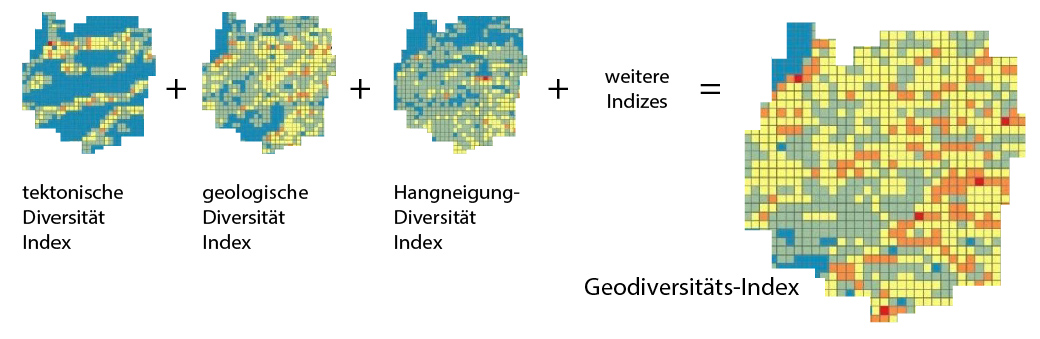
Beispiel für die Erstellung einer Geodiversitätskarte, die mehrere durch Analysen von Geodaten erstellte Faktorkarten kombiniert. Fiktive Illustration, inspiriert von Seijmonsbergen et al. (2018)'.

## Schutzbedürfnisse der Geodiversität
Die Geodiversität unseres Planeten ist seit der Entstehung der Erde vor 4,6 Milliarden Jahren stetig gewachsen. Sie hat somit eine immens lange Geschichte im Vergleich zur Biodiversität, deren Entwicklung erst viel später einsetzte. Im Gegensatz zu biologischen Arten vermehren sich aber geologische Objekte nicht, und die Beschädigung eines Objekts oder eines Standorts führt zu seinem dauerhaften Verlust.
Auch wenn geologische und geomorphologische Objekte im Allgemeinen widerstandsfähig sind, sind sie dennoch anfällig auf menschliche Eingriffe: Bergbau und Steinbrüche, Bauarbeiten, Materialumlagerungen, Verschmutzung, Veränderungen der natürlichen Dynamik usw. Andererseits ist es in einigen Regionen die menschliche Aktivität (Steinbrüche oder Bergbau), die die Geodiversität ans Tageslicht bringt. In einigen Fällen kann die Beziehung zwischen Geodiversität und Biodiversität konkurrierend sein: Die Vegetation kann Aufschlüsse oder Landformen vollständig verdecken oder sogar einige Merkmale durch Wurzelwachstum teilweise zerstören.
Wenn man untersucht, wie die Geodiversität in einem Gebiet verteilt ist und wie sie mit der biologischen Vielfalt interagiert, können diese Parameter in der Naturschutzpolitik besser berücksichtigt werden.
Um das Verständnis und das Bewusstsein für dieses Konzept zu erhöhen, hat die UNESCO den 6. Oktober zum Internationalen Tag der Geodiversität erklärt.